# 水原総合運動場野球場
水原総合運動場野球場（スウォンそうごううんどうじょうやきゅうじょう、ハングル: 수원종합운동장야구장、英語: Suwon Baseball Stadium）は、韓国の京畿道水原市長安区の水原総合運動場内にある野球場である。水原市をホームタウンとするKBOリーグ・ktウィズの本拠地。2015年より球団がネーミングライツを取得し呼称を水原ktウィズパーク（スウォンケーティーウィズパーク、ハングル: 수원케이티위즈파크、英語: Suwon kt wiz Park）としている。開場は1989年であるが、2015年からのktウィズによる本拠地化のための改修を行い、観客席の増設、内外野天然芝整備を行いボールパーク化に成功した。収容人数は22,000人。

## 概要
1988年に完成、2000年からは仁川広域市より移転してきた現代ユニコーンズの暫定的な本拠地球場として使用されていた。現代ユニコーンズはソウルへの本拠地移転を希望してきたが、2005年ごろからの深刻な経営難もあり実現せず、2007年シーズン限りでプロ野球から撤退し解散となった。その代わりに2008年創設された新球団ヒーローズは、現代ユニコーンズの選手をほとんどそのまま移籍させたが、本拠地はソウルの木洞野球場としたため、一旦この球場はプロ野球の本拠地としては使われなくなった。
その後、大韓野球協会は前年まで東大門野球場で行われた鳳凰大旗の2008年大会を同球場で開催することを決定し、2009年、2010年も同球場で開催された。ヒーローズとアマチュア大会の共同使用による木洞野球場の過密スケジュールや日程の衝突で起こる問題を解決する方法の一つとして役割を果たした。
2009年には、プロ野球を題材にしたMBC製作のテレビドラマ『ストライク・ラブ』のロケ地として使われた。
2012年12月2日、金寅植、金星根の両監督が率いるプロ野球選手、芸能人などの混成チームによる野球のチャリティーマッチが開催された。
KTによるプロ野球新球団ktウィズの本拠地となることが決まったため、2013年7月より観客席の増設工事が開始され、2014年10月に完了。工事中、2014年のktウィズの主催試合(二軍フューチャースリーグのみ)は近隣の成均館大学校水原キャンパスの野球場で行われた。ktウィズが一軍に参入した2015年より「水原ktウィズパーク」の名称で、ktウィズの主催試合が行われている(3月31日初のktウィズ主催の公式戦：サムスン・ライオンズ戦を開催)。2015年7月18日、1999年以来16年ぶりに韓国プロ野球オールスター戦が開催された。
2017年4月には再度の改修工事が完了し、観客席が2,000席増設された。

## 交通機関
- 韓国鉄道公社京釜線・水原駅もしくは華西駅下車、駅からバスで15分程度。またソウル交通公社2号線・ソウル交通公社4号線舎堂駅から水原方面への高速市外バスがあり、総合運動場前のバス停にも停車する。